# Jeongseon-eup
Jungseon est une ville de Corée du Sud, située dans la province du Gangwon et chef-lieu du district de Jeongseon. Elle a le statut de cité (eup).
Sa population était de 11 902 habitants en 2008.